# Модель общей циркуляции

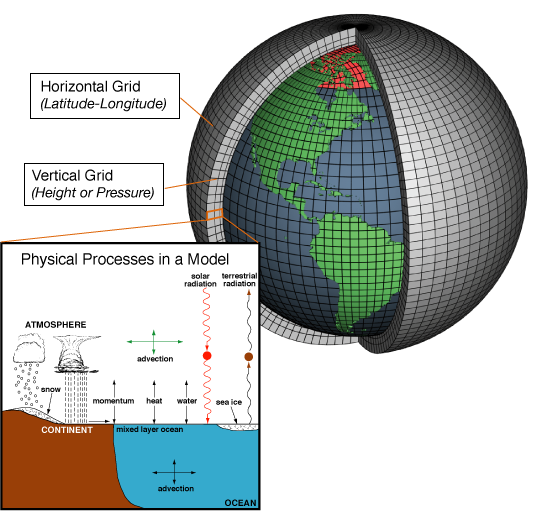
Модели общей циркуляции — это системы дифференциальных уравнений основанных на законах физики, гидродинамики и химии. Чтобы запустить модель учёные создают трёхмерную сетку покрывающую всю планету, применяют на ней основные уравнения и оценивают получившиеся результаты. Атмосферные МОЦ рассчитывают ветер, транспорт тепла, радиацию, относительную влажность и состояние поверхности моря в каждой ячейке сетки а затем оценивают взаимодействия с соседними ячейками.

Модель общей циркуляции (МОЦ) — это математическая модель общей циркуляции атмосферы или океана, основанная на уравнениях Навье-Стокса на вращающейся сфере с термодинамическими составляющими для различных источников энергии (солнечной радиации, скрытой теплоты), являющаяся результатом развития геофизической гидродинамики. Эти уравнения являются базисом для комплексного компьютерного кода, использующегося для моделирования атмосферы или океанов Земли. Атмосферные и океанические МОЦ являются основными элементами глобальных климатических моделей, включающих также морской лёд и поверхность суши. МОЦ и глобальные климатические модели широко применяются для прогноза погоды, понимания климата, перспективных оценок изменения климата.

## Атмосферные и океанические МОЦ
Существуют как атмосферные, так и океанические модели общей циркуляции. Они могут быть связаны друг с другом и в этом случае такую модель называют совместная модель океана и атмосферы. При добавлении других компонентов (таких как модель морского льда или модель испарения над сушей), совместная модель становится основой для Глобальной климатической модели.

## Тенденции в моделировании
Современные тенденции таковы, что МОЦ становятся главным элементом Моделей земной системы (англ. Earth system models), совмещаясь, например, с моделями ледовых щитов Гренландии и Антарктиды, моделями химии атмосферы и даже экономическими моделями. Модель химии атмосферы, например, может помочь МОЦ лучше предсказать изменения концентрации диоксида углерода. Такой подход позволяет учитывать межсистемные обратные связи: например включение химии атмосферы позволяет изучать возможный эффект изменений климата на восстановление озоновой дыры над Антарктидой.
Точность предсказаний изменений климата зависит от точности химических, физических и социальных моделей. В последнее время был достигнут значительный прогресс во включении более реалистичной физики и химии в модели, но всё равно остаются значительные погрешности, особенно когда речь идёт о предсказании развития популяции Земли, индустрии и технологии.